# Verdon Forever

Verdon Forever est un documentaire français mettant en scène Patrick Edlinger et Patrick Berhault, deux grimpeurs s'illustrant dans des voies d'escalade dans les gorges du Verdon. Il a été réalisé par Maurice Rebeix en 1998 et dure une trentaine de minutes.

## Fiche technique
- Réalisation : Maurice Rebeix

## Distribution
- Patrick Edlinger
- Patrick Berhault